# Gołąbi csata
A gołąbi csata az 1655–60 évi északi háború lengyel frontjának ütközete a lengyelek és a svédek között. A helyszíne Gołąb és Krasiczno községeknél volt, 1656. február 18–19-én.
1655-ben a svédek viharos benyomulásukkal elfoglalták Lengyelország nagy részét. II. János Kázmér lengyel király Sziléziába menekült, majd a częstochowai diadalt követően visszatért, s a korábban a svéd megszállók mellé állt lengyelek tömegesen pártoltak át.

Serege vezérletét a tehetséges Stefan Czarnieckire bízta, aki hozzáfogott az ország felszabadításába. Bevonta ebbe a parasztságot is, akik partizánszerű támadásokkal tizedelték a svéd és brandenburgi csapatokat, akik szintén részt vettek a Lengyelország megszállásában.
X. Károly Gusztáv még a porosz herceggel tárgyalt, hogy Poroszország elismerje-e Svédország főségét, s Malbork kemény ellenállást fejtett ki a svédekkel szemben. A király végül seregével elindult délre Lwów felé.
A svéd királyi hadat útközben az erdőségekben megbúvó lengyel parasztok állandóan támadták, veszélyeztetve még utánpótlásukat is. A sereg 6005 svéd katonát és 3000, még előző évben átállt lengyel vitézt számolt. A svédeket német, valamint néhány angol zsoldos (ezeket bizonyos Wikilson vezette) és francia dragonyosok erősítették.

Gołąbnál a svéd előhadak utolérték Czarniecki csapatát. A lengyel sereg 370 huszárt, 300 dragonyost és 1970 páncélost számolt, továbbá pár száz gyalogost, ezek azonban még frissen toborzott, részben kiképzés előtt álló katonákból álltak. Oldalaikon küzdöttek még tatár lovasok is.
Az ütközet a Visztula és a Wieprz összefolyásánál indult. A lengyelek nagy rohamával szemben a svédek nem tudtak ellenállni. Hanem amikor a király beérkezett a derékhad élén, a lengyeleket visszaverték. A sereg egy része átkelt a Wieprzen, őket a svédek lengyel csapatai üldözték tovább. A másik had Czarnieckivel az élen Końskowolába vonult vissza.
Károly Gusztáv pihenőt rendelt el és csak február 20-án folytatta útját a győzelem biztos tudatában. A francia Dubois és Freed Aschenberg vezetésével két dragonyos ezredet küldött előre, ezeket azonban Krasicznónál a lengyelek megsemmisítették, maradványaikat a lengyel parasztok felkoncolták. Dubois elesett, Aschenberg is alig bírt elmenekülni.
A gołąbi csatát megelőzően Jan Sapieha elfoglalta Janówot a svédektől, akiket Bogusłav litván herceg segített katonái élén.

A svédek folytatták útjukat, ám a lengyelek és a tatárok szüntelenül zaklatták őket, közben utánpótlási gondok keletkeztek, amitől éhezés ütött ki a táborban.

Az áruló lengyelek kezdtek visszatérni régi királyukhoz, a parasztságot pedig annál jobban ösztönözte ellenállásra a svédek ellenük elkövetett kegyetlenkedései.
A csata így a svéd győzelem ellenére csak részleges siker volt Károly Gusztáv számára. A krasicznói támadás után a svédek bevonultak Lublinba, majd Zamość alá, de a várat nem merték megostromolni.